# Wiewiórka (województwo warmińsko-mazurskie)
Wiewiórka (dawn. Wiewiórki) – wieś w Polsce położona w województwie warmińsko-mazurskim, w powiecie iławskim, w gminie Iława.
W latach 1975–1998 miejscowość należała administracyjnie do województwa olsztyńskiego.